# De nieuwe bibliotheek
De nieuwe bibliotheek is de naam van de openbare bibliotheek van Almere. Met vier vestigingen (in Almere Stad, Almere Haven, Almere Buiten en Almere Poort) bedient zij meer dan 200.000 bewoners, waarvan 32% daadwerkelijk een lidmaatschap heeft. Burgemeester Annemarie Jorritsma opende op 27 maart 2010 het nieuwe pand aan het Stadhuisplein.

## Geschiedenis

### Almere Haven
In 1976 werd de eerste kleine bibliotheekvestiging in Almere geopend, in een houten keet in Almere Haven. In het voorjaar van 1978 verhuisde de bibliotheek naar een kantoorpand zodat de collectie kon worden uitgebreid. Sinds 1980 was Bibliotheek Almere Haven gevestigd aan de Schoolstraat. In 2015 verhuisde de bibliotheek naar het vernieuwde gebouw van Corrosia.

### Almere Buiten
In juni 1984 opent vestiging Almere Buiten. De bibliotheek heeft dan een collectie van 4000 banden en is open op woensdagmiddag en donderdagavond. Sinds 1989 is het filiaal gehuisvest op de eerste verdieping van hetzelfde pand. In 2012 is de bibliotheek in een tweehonderd meter verder staand nieuwbouwpand getrokken, waarna de oude bibliotheek is gesloopt

### Almere Stad
De eerste bibliotheekvoorziening in Almere Stad werd in 1980 ondergebracht in een eengezinswoning. Tussen 1987 en 2010 is de bibliotheek gevestigd in het Voetnoot-gebouw, vlak bij het Stadhuisplein. In deze vestiging werd gestart met een geautomatiseerd uitleensysteem. Sinds 2010 is Bibliotheek Almere Stad gevestigd in een nieuw pand aan het Stadhuisplein dat werd ontworpen door architectenbureau Meyer en Van Schooten.
Naast de bibliotheekcollectie zijn in het gebouw ook een theater/filmzaal, een lunchcafé, cursusruimtes en een studiecentrum met studiecellen gevestigd.

### Almere Poort
Op maandag 1 september 2014 was het zo ver: de opening van een servicepunt van de nieuwe bibliotheek in Poort, aan de Oostenrijkstraat 2. Het servicepunt is ontstaan uit een samenwerking tussen de nieuwe bibliotheek, het Arte-College en De Schoor. Qua grootte is Poort het kleinste zusje van de drie bibliotheken in Almere. De collectie jeugdboeken en boeken voor volwassenen zal in totaal uitkomen op zo’n 7.000 boeken. Daarnaast bestaat de mogelijkheid om ook boeken/cd’s/tijdschriften/dvd’s etc. die niet tot de collectie van Poort behoren te reserveren.

## Collectie De nieuwe bibliotheek

### Fysieke collectie
De collectie van De nieuwe bibliotheek omvat ongeveer 311.000 stukken. Naast boeken en dvd's, leent de bibliotheek ook luisterboeken,computerspellen, leeshulpmiddelen, online tijdschriften en e-boeken uit. Ook zijn veel nationale en internationale kranten en tijdschriften te lenen of in te zien.

### Digitale collectie
In de bibliotheek kan een groot aantal digitale bronnen worden geraadpleegd. Veelal zijn dit websites die buiten de bibliotheek niet, of beperkt, toegankelijk zijn. In sommige gevallen zijn deze bronnen ook thuis te raadplegen. Voorbeelden van digitale bronnen die beschikbaar zijn binnen de bibliotheek zijn: Muziekweb, Uittrekselbank, PressReader, Delpher, Comics Plus, en voor jeugd De Voorleeshoek, Junior Einstein, Yoleo en Bereslim.

## Computerfaciliteiten
In vestiging Almere Stad zijn 79 computers met internettoegang beschikbaar, in Almere Buiten 13 en in Almere Haven 9. Ook kan in iedere vestiging geprint en gekopieerd worden. In alle vestigingen is Wi-Fi beschikbaar.

## Onderscheidingen
- In november 2010 kreeg het Amsterdamse architectenbureau Meyer en Van Schooten van de vakjury de Architectuurprijs Almere voor het gebouw van de nieuwe bibliotheek.
- In november 2010 ontving Concrete Architectural Associates de Lensvelt de Architect Interieurprijs (LAi 2010) voor de inrichting van de nieuwe bibliotheek;
- In december 2010 werd de nieuwe bibliotheek uitgeroepen tot beste bibliotheek van Nederland door Bibliotheekblad.